# Jesús y la mujer sorprendida en adulterio

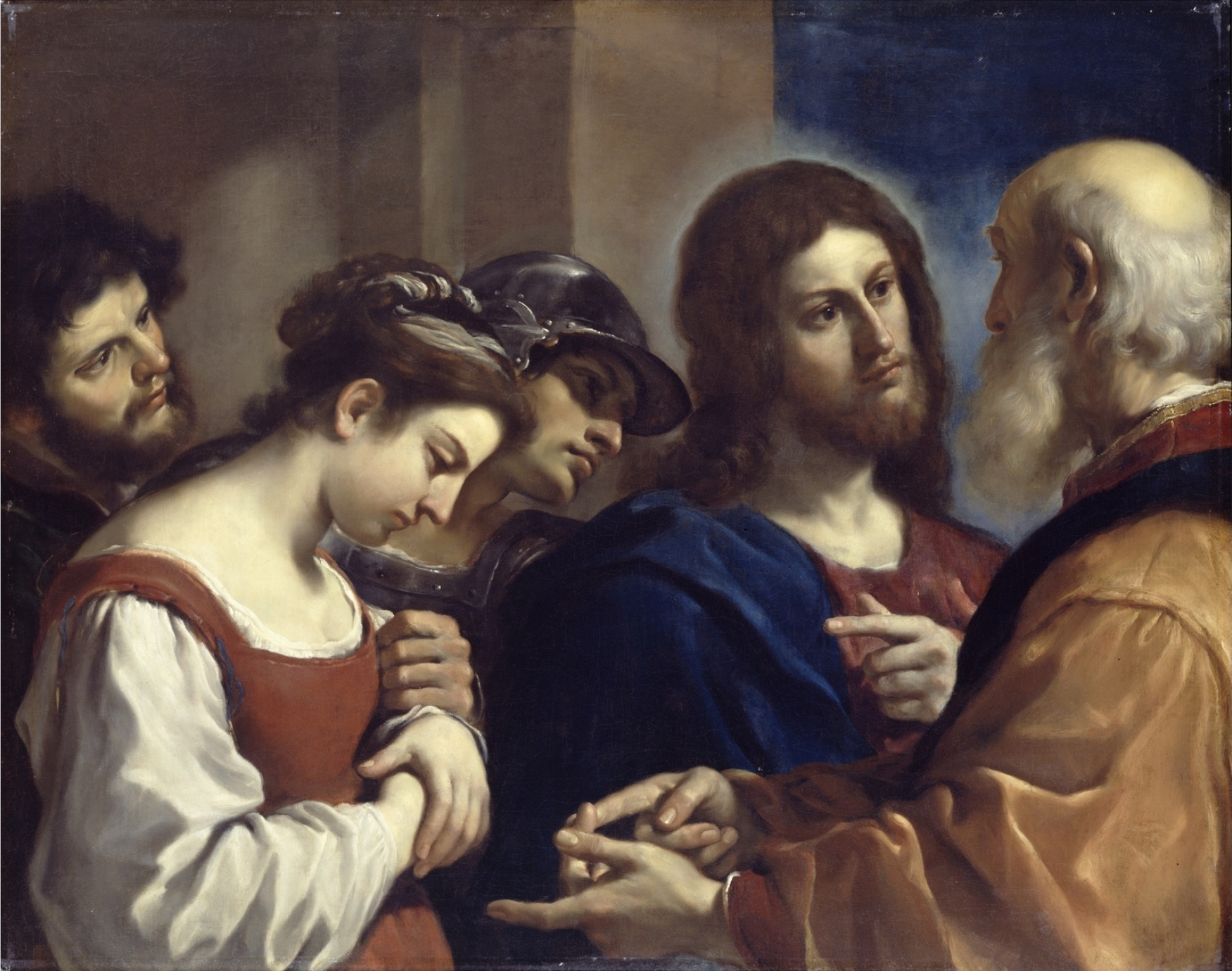
Cristo con la mujer sorprendida en adulterio, por Guercino, 1621 (Galería Dulwich Picture).

La pericope adulterae o perícopa de la adúltera es un nombre tradicional para un pasaje famoso (perícopa) sobre Jesús y la mujer sorprendida en adulterio correspondiente a los versículos 7:53-8:11 del Evangelio de Juan. El pasaje describe una confrontación de Jesús con los escribas y fariseos sobre si la mujer debería ser apedreada. Con una sentencia terminante, Jesús avergüenza a los acusadores, y evita la ejecución. 
La perícopa de la adúltera está en línea con muchos otros pasajes de los evangelios, y probablemente se originó en la tradición apostólica más antigua (la Didascalia apostolorum se refiere a esta perícopa, junto a Papías de Hierápolis también). Ya en el siglo IV, el episodio sobre Jesús y la mujer sorprendida en adulterio aparecía en Juan 7:53-8:11 en la Vulgata latina, traducción que más tarde sería declarada auténtica y autoritativa por el concilio de Trento. Los análisis posteriores condujeron a que la mayoría de los estudiosos contemporáneos argumenten que este pasaje "ciertamente no era parte del texto original del Evangelio de Juan".
Por otra parte, la canonicidad de esta perícopa, su carácter inspirado y su valor histórico están fuera de discusión para las Iglesias cristianas históricas.
El proverbio "quien esté libre de culpa, que tire la primera piedra", proviene de este pasaje bíblico. También la frase idiomática "tirar la primera piedra", y su correspondiente en otros idiomas europeos como en inglés "cast the first stone", derivan de este pasaje. Es un tema muy tratado en el arte, especialmente del Renacimiento en adelante; un famoso ejemplo es Cristo y la mujer sorprendida en adulterio de Pieter Brueghel el Viejo.

## El pasaje
7:53 Y cada uno se fue a su casa.

8:1  Y Jesús se fue al monte de los Olivos.

8:2 Y por la mañana volvió al templo, y todo el pueblo vino a él; y sentado él, les enseñaba.

8:3 Entonces los escribas y los fariseos le trajeron una mujer sorprendida en adulterio; y poniéndola en medio,

8:4 le dijeron: maestro, esta mujer ha sido sorprendida en el acto mismo de adulterio.

8:5 Y en la ley nos mandó Moisés apedrear a tales mujeres. Tú, pues, ¿qué dices?

8:6 Mas esto decían tentándole, para poder acusarle. Pero Jesús, inclinado hacia el suelo, escribía en tierra con el dedo.

8:7 Y como insistieran en preguntarle, se enderezó y les dijo: el que de ustedes esté sin pecado sea el primero en arrojar la piedra contra ella.

8:8 E inclinándose de nuevo hacia el suelo, siguió escribiendo en tierra.

8:9 Pero ellos, al oír esto, acusados por su conciencia, salían uno a uno, comenzando por ancianos; y quedó solo Jesús, y la mujer que estaba en medio. 

8:10 Enderezándose Jesús, y no viendo a nadie sino a la mujer, le dijo: mujer, ¿dónde están los que te acusaban? ¿Ninguno te condenó?

8:11 Ella dijo: ninguno, Señor. Entonces Jesús le dijo: ni yo te condeno; vete, y no peques más.

## Historia del texto

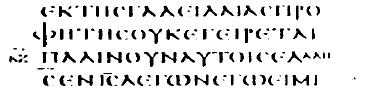
Juan 7:52–8:12 en el Códice Vaticano Griego 1209 (c. 350): en la línea 1&2 termina 7:52; en la línea 3&4 inicia 8:12.

La perícopa no se encuentra en ninguna parte de los manuscritos griegos del Evangelio de Juan más antiguos que llegaron hasta nosotros, incluyendo los dos testimonios en papiros del Evangelio de Juan datados de fines del siglo II o principios del siglo III - P66 y P75. Tampoco en los del siglo IV: Códice Sinaítico y Vaticano, a pesar de que estos cuatro manuscritos podrían haber admitido la existencia del pasaje ubicando marcas diacríticas en él. El primer manuscrito en griego que llegó a nuestros días y que contiene esa perícopa es el Códice de Beza en bilingüe griego/latín, de finales del siglo IV a principios del siglo V. También es el manuscrito sobreviviente en latín más antiguo que lo contiene; 17 de los 23 manuscritos de Juan 7-8 contienen al menos parte de la perícopa. Papías (cerca del 125 d. C.) hace referencia a una historia de Jesús y una mujer "acusada de muchos pecados", tal como se encuentra en el Evangelio de los Hebreos, la cual bien podría referirse a este pasaje. Existe un pasaje muy certero de la pericope adulterae en Didascalia apostolorum en siríaco del siglo III, aunque sin citar al Evangelio de Juan. Las Constituciones de los Santos Apóstoles Libro II.24 se refiere al pasaje así: "Y cuando los ancianos habían puesto ante Él otra mujer que había pecado, y le habían dejado la condena a Él, y habían salido, nuestro Señor, el Escudriñador de los corazones, preguntando a ella si los ancianos la habían condenado, y siendo la respuesta "No", Él le dijo a ella: "Anda pues, porque ni yo te condeno". El libro II es generalmente fechado de fines del siglo III (Von Drey, Krabbe, Bunsen, Funk). El Codex Fuldensis, que es afirmativamente fechado del año 546 contiene la pericope adulterae. La Segunda Epístola de la sección 6 de Pope Callistus contiene una cita que podría ser de Juan 8:11 - Le hizo ver, el "no peques más", que la sentencia del evangelio podría cumplirse en él: "Ve, y no peques más." Sin embargo la epístola cita a partir de los escritos del siglo VIII y no se considera genuina.
Hasta hace poco, no se consideraba que algún padre de la Iglesia griega tomara en cuenta el pasaje antes del siglo XII; pero en 1941 se descubrió una colección numerosa de los escritos de Dídimo el Ciego (313 - 398 d. C.), incluyendo una referencia a la pericope adulterae como se encuentra en varios ejemplares; ahora se considera comprobado que este pasaje estuvo presente en su lugar usual en algunos manuscritos griegos conocidos en Alejandría, y en otros lugares a partir del siglo IV. De acuerdo a esto se observa que el Códice Vaticano del siglo IV, que fue escrito en Egipto, marca el final del capítulo 7 de Juan con una marca diacrítica, indicando que una lectura alternativa fue conocida en ese momento.
Jerónimo de Estridón informa que la pericope adulterae no se encontraba en su lugar usual en "varios manuscritos griegos y latinos" en Roma y en el latín occidental a finales del siglo IV. Esto es confirmado por algunos de los padres latinos de los siglos IV y V, incluyendo a Ambrosio de Milán y a Agustín de Hipona. 
Este último afirmó que el pasaje podría haber sido excluido indebidamente de algunos manuscritos con el fin de evitar la impresión de que Cristo había sancionado el adulterio:

Ciertas personas de poca fe, o más bien enemigos de la verdadera fe, por temor a, supongo, que a sus esposas se les deba dar la impunidad en el pecado, removieron de sus manuscritos la ley del Señor del perdón a la adúltera, como si él hubiera dicho "No peques más", y así concedido permiso para pecar.

## Historia de la crítica textual del pasaje

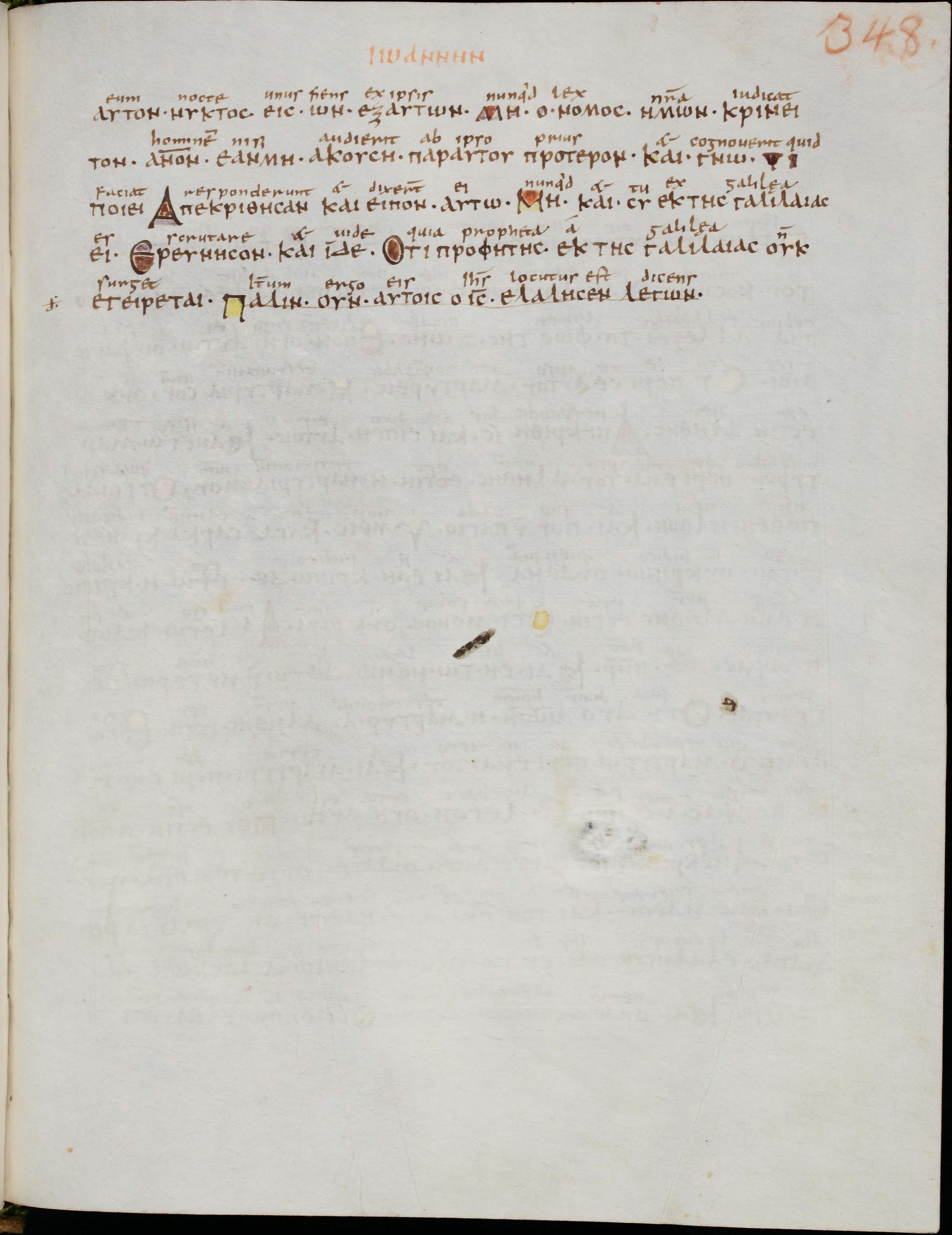
El Codex Sangallensis 48 con el espacio en blanco para la perícopa en Juan 7:53-8:11

El primero en aplicar sistemáticamenta las marcas diacríticas de los críticos alejandrinos fue Orígenes:

En la columna de la Septuaginta [Orígenes] usó el sistema de marcas diacríticas, que fuera utilizado por los críticos alejandrinos de Homero, especialmente por Aristarco, marcando con un óbelo de acuerdo a las diferentes formas, como el "./.", llamado lemnisco, y el "/.", llamado hipolemnisco a esos pasajes de la Septuaginta que no tenían nada correspondiente al hebreo, las inserciones, principalmente por Teodición con un asterisco (*) y esas que faltaban en la Septuaginta; en estos casos un metobelo (Y) marcado al final de la escritura.

La crítica textual antigua se familiariza con el uso y significado de esas marcas en las obras griegas clásicas como Homero, e interpreta los signos que indican que la sección de Juan 7:53-8:11 fue una interpolación y no una parte original del evangelio.
Durante el siglo XVI, los eruditos de Europa occidental -tanto católicos como protestantes- trataron de recuperar el texto griego más correcto del Nuevo Testamento, en lugar de confiar en la traducción de la Vulgata latina. En ese momento se notó que un número de manuscritos antiguos que contenían el Evangelio de Juan carecían por completo del pasaje de Juan 7:53-8:11, y también que algunos manuscritos que presentaban los versículos los marcaban con signos diacríticos, usualmente lemniscos o asteriscos. También se señaló que, en el leccionario de la Iglesia griega, el conjunto de lecturas del evangelio para Pentecostés pasa de Juan 7:37 al 8:12, y omite los doce versículos de esta perícopa.
Ya en la época moderna y comenzando con Lachmann (Alemania, 1840), se pusieron de manifiesto reservas fuertemente argumentadas respecto de la perícopa, que fueron llevadas al mundo inglés por Samuel Davidson (1848–1851), Tregelles (1862), y otros. El argumento en contra de los versículos tomó cuerpo y alcanzó su expresión final con Fenton John Anthony Hort (1886). Quienes se oponen a la autenticidad de los versículos como parte del Evangelio de Juan están representados en el siglo XX por hombres como Cadbury (1917), Colwell (1935), y Metzger (1971).
Según Henry Alford y Scrivener, el pasaje fue agregado por Juan en una segunda edición del Evangelio junto con 5:3.4 y el capítulo 21.[cita requerida]
Por otro lado, varios eruditos defienden firmemente la autoría de Juan de esos versículos, y presentan argumentos en oposición y contra-análisis. Este grupo de críticos es representado por eruditos como Nolan (1865), y Burgon (1886); encuentran contrapartes y apologistas modernos en Hoskier (1920), O.T. Fuller (1978), Pickering (1980), Hodges & Farstad (1985), Pierpont, y Robinson (2005).
La mayoría de las traducciones modernas de hoy incluyen la perícopa de la adúltera en Juan 7:53-8:11; pero algunas Biblias la encierran entre paréntesis, y/o agregan una nota concerniente a los testimonios más antiguos y confiables. Un ejemplo de ello es la Biblia de Jerusalén, con traducción y comentarios de la Escuela bíblica y arqueológica francesa de Jerusalén, que resume en pocos renglones su posición y argumenta, más allá de la discutida autoría de la perícopa, las razones de su inclusión:

Esta perícopa, 7:53 - 8:11, omitida por los testigos más antiguos (mss, versiones y Padres), y desplazada por otros, con estilo de colorido sinóptico, no puede ser del mismo San Juan. Pudiera atribuirse a san Lucas, cf. Lc 21:38+. Su canonicidad, su carácter inspirado y su valor histórico están fuera de discusión.

## Autoría

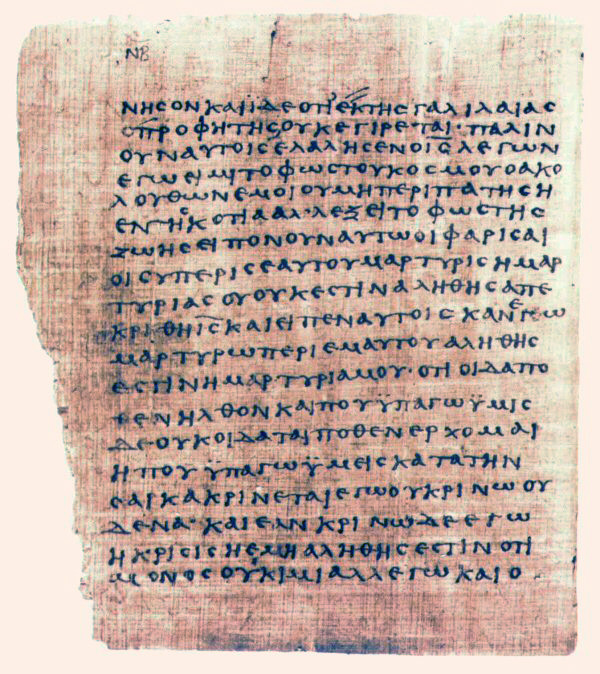
Papiro 66 con el texto del Evangelio de Juan 7:52; 8:12-16. Se observa con claridad como el manuscrito saltea el pasaje referido a Jesús y la mujer sorprendida en adulterio (Juan 7:53-8:11).

### Argumentos en contra de la autoría de Juan
El obispo J.B. Lightfoot escribió que la ausencia del pasaje en los manuscritos más antiguos, combinada con la existencia de las características estilísticas atípicas de Juan, implican que el pasaje fue una interpolación. Sin embargo, el consideró que la historia es auténtica.
Como un resultado, basado en la mención de Eusebio, que los escritos de Papías contenían una historia "sobre una mujer falsamente acusada ante el Señor de muchos pecados" (H.E. 3.39), argumentó que esta sección originalmente fue parte de Papías' en Interpretaciones de los Dichos del Señor y la incluyó en su colección de los fragmentos de Papías'. Existen varios fragmentos de Papías que lo confirman:
Fragmento 1:
 Y relata otra historia de una mujer, que fue acusada de muchos pecados ante el Señor, que está contenida en el Evangelio según los Hebreos. Estas cosas hemos creído necesario observarlas además de lo ya expuesto. 
Fragmento 2:
 Y había en aquel tiempo en Menbij [Hierápolis] un distinguido maestro que tenía muchos tratados, y escribió cinco tratados sobre el Evangelio. Y menciona en su tratado sobre el Evangelio de Juan, que en el libro de Juan el Evangelista, habla de una mujer que era adúltera, por lo que cuando se la presentaron a Cristo nuestro Señor, a quien sea la gloria, les dijo a los judíos que se la trajeron: "Quien de vosotros sepa que es inocente de lo que ha hecho, que testifique contra ella con lo que tiene." Y cuando les dijo eso, ninguno de ellos respondió con nada y se fueron.
Fragmento 3:
 La historia de aquella mujer adúltera, que otros cristianos han escrito en su evangelio, la escribió un tal Papías, alumno de Juan, que fue declarado hereje y condenado.    Eusebio escribió sobre esto. Hay leyes y ese asunto del que escribió Pilato, el rey de los judíos.    Y se dice que escribió en hebreo con el latín y el griego por encima.
De todos modos, Michael W. Holmes ha señalado que no es cierto "que Papías conoció la historia precisamente en esta forma, ya que ahora parece que al menos dos historias independientes sobre Jesús y una mujer pecadora circularon entre los cristianos en los siglos I y II de la iglesia, de modo que la forma tradicional encontrada en varios manuscritos del Nuevo Testamento bien puede representar una fusión de dos versiones menores antiguas e independientes del incidente".

### Argumentos a favor de la autoría de Juan
Zane C. Hodges y Arthur L. Farstad abogan por la autoría de Juan en la perícopa. Ellos afirman que hay puntos de similitud entre el estilo de la perícopa y el estilo del resto del evangelio. También afirman que los detalles del encuentro encajan muy bien dentro del contexto de los versículos circundantes. Ellos argumentan que la perícopa aparece en la mayoría de los manuscritos y, aunque no en los más antiguos, es una prueba de autenticidad.

## Evidencia en los manuscritos

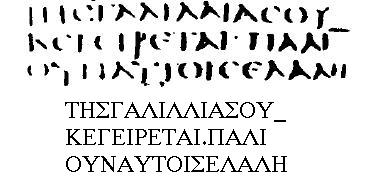
Juan 7:52–8:12 en el Códice Sinaítico

Ambos, el El Nuevo Testamento griego (NA27) y las Sociedades Bíblicas Unidas (UBS4) proveen texto crítico para la perícopa, pero marcan esta con [[corchetes dobles]], indicando que la perícopa se considera como una adición posterior al texto.
Sin embargo, la UBS4 considera la reconstrucción de la redacción del texto de la perícopa como { A }, significando "casi seguro" para reflejar el texto original de la adición.
1. Excluyen la perícopa. El Papiro 66 (c. 200) y el 75 (principios del siglo III); Los Códices Sinaítico y Vaticano (siglo IV), también aparentemente el Alejandrino y el Ephraemi (siglo V), Los Códices Washingtoniano y  Borgiano también del siglo V, Regio del siglo VIII, el Athous Lavrensis (c. 800), el Petropolitanus Purpureus, el Macedoniensis, el Sangallensis y el Koridethi del siglo IX y el Monacensis del siglo X; Unciales 0141 y 0211; Minúsculas 3, 12, 15, 21, 22, 32, 33, 36, 39, 44, 49, 63, 72, 87, 96, 97, 106, 108, 124, 131, 134, 139, 151, 157, 169, 209, 213, 228, 297, 388, 391, 401, 416, 445, 488, 496, 499, 501, 523, 537, 542, 554, 565, 578, 584, 703, 719, 723, 730, 731, 736, 741, 742, 768, 770, 772, 773, 776, 777, 780, 799, 800, 817, 827, 828, 843, 896, 989, 1077, 1100, 1178, 1230, 1241, 1242, 1253, 1333, 2193 y 2768; la mayoría de leccionarios; algunos están en latín antiguo, la mayoría en siríaco, en el dialecto sahídico del copto, el gótico, algunos en armenio, los  mss. georgianos de Adysh (IX c.); Diatessaron (siglo II); aparentemente Clemente de Alejandría (murió en 215), otros Padres de la Iglesia a saber Tertuliano (murió en 220), Orígenes (murió en 254), Cipriano (murió en 258), Nono (murió en 431), Cirilo de Alejandría (murió en 444) y Cosmas (died 550).
2. Excluyen la perícopa más corta. Minúscula 759 contiene Juan 7:53-8:2 pero excluye 8:3-11.
3. Incluyen la perícopa más corta (8:3-11). ℓ 4, ℓ 67, ℓ 69, ℓ 70, ℓ 71, ℓ 75, ℓ 81, ℓ 89, ℓ 90, ℓ 98, ℓ 101, ℓ 107, ℓ 125, ℓ 126, ℓ 139, ℓ 146, ℓ 185, ℓ 211, ℓ 217, ℓ 229, ℓ 267, ℓ 280, ℓ 282, ℓ 287, ℓ 376, ℓ 381, ℓ 386, ℓ 390, ℓ 396, ℓ 398, ℓ 402, ℓ 405, ℓ 409, ℓ 417, ℓ 422, ℓ 430, ℓ 431, ℓ 435 (8:2-11), ℓ 462, ℓ 464, ℓ 465, ℓ 520 (8:2-11).
4. Incluyen la perícopa. el Códice de Beza (siglo V), el Codex Basilensis, los Códices del siglo IX Boreelianus, Seidelianus I, Seidelianus II, Cyprius, Campianus, Nanianus, también el Tischendorfianus IV del siglo X, el Codex Petropolitanus; Minúscula 28, 318, 700, 892, 1009, 1010, 1071, 1079, 1195, 1216, 1344, 1365, 1546, 1646, 2148, 2174; el la mayoría de texto bizantino; ℓ 79, ℓ 100 (Juan 8:1-11), ℓ 118, ℓ 130 (8:1-11), ℓ 221, ℓ 274, ℓ 281, ℓ 411, ℓ 421, ℓ 429 (8:1-11), ℓ 442 (8:1-11), ℓ 445 (8:1-11), ℓ 459; la mayoría de latín antiguo, la Vulgata (el Codex Fuldensis), algunas en siríaco, el dialecto bohairic del copto, algunas Armenias, y traducciones en etíope; Didascalia (siglo III), Dídimo el ciego (siglo IV), Ambrosiaster (4th century), Ambrosio (murió en 397), Juan Crisóstomo (murió en 407), Jerónimo (murió en 420), Agustín (murió en 430).
5. Cuestionan la perícopa. Marcada con asteriscos (*) u óbelos (÷). el Codex Vaticanus 354 (S) y las Minúsculas 4, 8, 14, 18, 24, 35, 83, 95 (escolio cuestionable), 109, 125, 141, 148, 156, 161, 164, 165, 166, 167, 178, 179, 200, 202, 285, 338, 348, 363, 367, 376, 386, 407, 443, 478, 479, 510, 532, 547, 553, 645, 655, 656, 661, 662, 685, 757, 758, 763, 769, 781, 797, 801, 824, 825, 829, 844, 845, 867, 873, 897, 922, 1073, 1077, 1092 (mano posterior), 1099, 1187, 1189, 1443 y 1445 incluye la perícopa entera de 7:53; el menologio del Leccionario 185 incluye 8:1ff; el Codex Basilensis (E) incluye 8:2ff; Codex Tischendorfianus III (Λ) y el Petropolitanus (П) también la monología de los Leccionarios ℓ 86, ℓ 211, ℓ 1579 y ℓ 1761 incluyen 8:3ff. Minúscula 807 es un manuscrito con una cadena, pero solo en Juan 7:53-8:11 sin cadena. Esta es una característica de los manuscritos posteriores bizantinos conforme al sub-tipo Familia Kr, que en esta perícopa está marcada con óbelo; aunque Maurice Robinson sostiene que esas marcas son intencionadas para recordar a los lectores que esos versículos han de ser omitidos de la lección del Evangelio para el Pentecostés, no para cuestionar la autenticidad del pasaje.
6. Cuestionan la perícopa más corta (8:3-11). Marcada con asteriscos (*) u óbelos (÷). 707
7. La perícopa reubicada. Familia 1, minúsculas: 20, 37, 135, 207, 301, 347, y casi todas las traducciones armenias ubican la perícopa después de Juan 21:25; Familia 13 la ubica después de Lucas 24:53; un corrector agregó a Minúscula 1333 los 8:3–11 después de Lucas 24:53; y Minúscula 225 incluye la perícopa después de Juan 7:36. Minúscula 129, 135, 259, 470, 564, 831, 1076, 1078, y 1356 ubica los 8:3-11 después de Juan 21:25. 788 y Minúscula 826 ubican la perícopa después de Lucas 21:38.
8. Añadido por una mano posterior. el Codex Ebnerianus, 284, 431, 461, 470, 578, 2174.

La perícopa nunca fue leída como una parte de la lección de Pentecostés (Juan 7:37-8:12), pero fue reservado para los festivales de los santos tales como Teodora, en septiembre 18, o Pelagia, en octubre 8.

## Algunas de las variantes textuales
8:3 – επι αμαρτια γυναικα ] γυναικα επι μοιχεια – D

8:4 – εκπειραζοντες αυτον οι ιερεις ινα εχωσιν κατηγοριαν αυτου – D

8:5 – λιθαζειν ] λιθοβολεισθαι – K Π 

8:6 – ενος εκαστου αυτων τας αμαρτιας – 264

8:6 – μη προσποιουμενος – K

8:7 – ανακυψας ] αναβλεψας – Κ Γ ] U Λ f13 700

8:8 – κατω κυψας – f13

8:8 – ενος εκαστου αυτων τας αμαρτιας – U, 73, 95, 331, 413, 700

8:9 – και υπο της συνειδησεως αλεγχομενοι εξρχοντο εις καθ' εις – K

8:9 – εως των εσχατων – U Λ f13

8:10 – και μηδενα θασαμενος πλην της γυναικος – K

8:11 – τουτο δε ειπαν πειραζοντες αυτον ινα εχωσιν κατηγοριαν κατ αυτου – M

## Iconografía

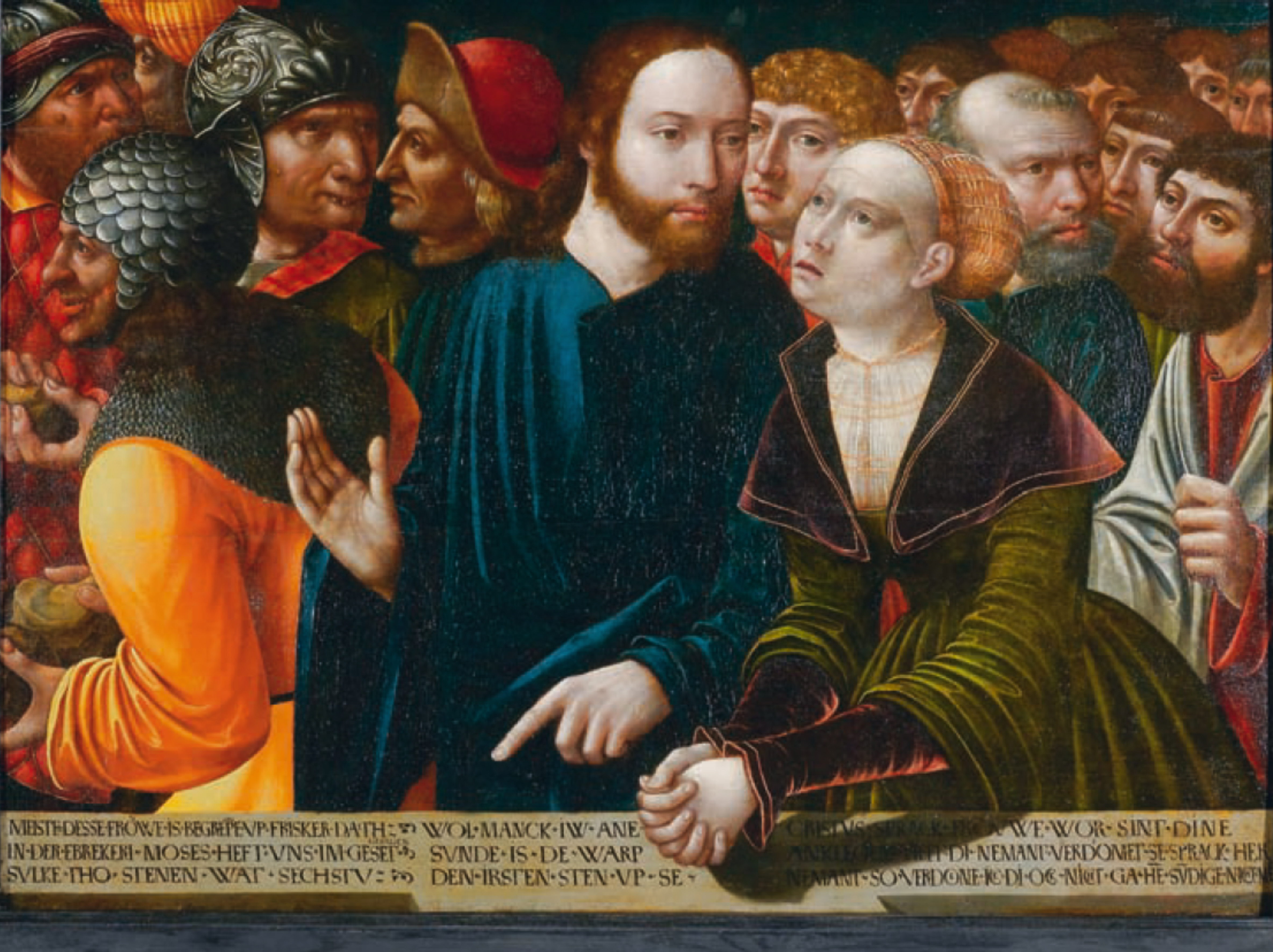
Hans Kermer.
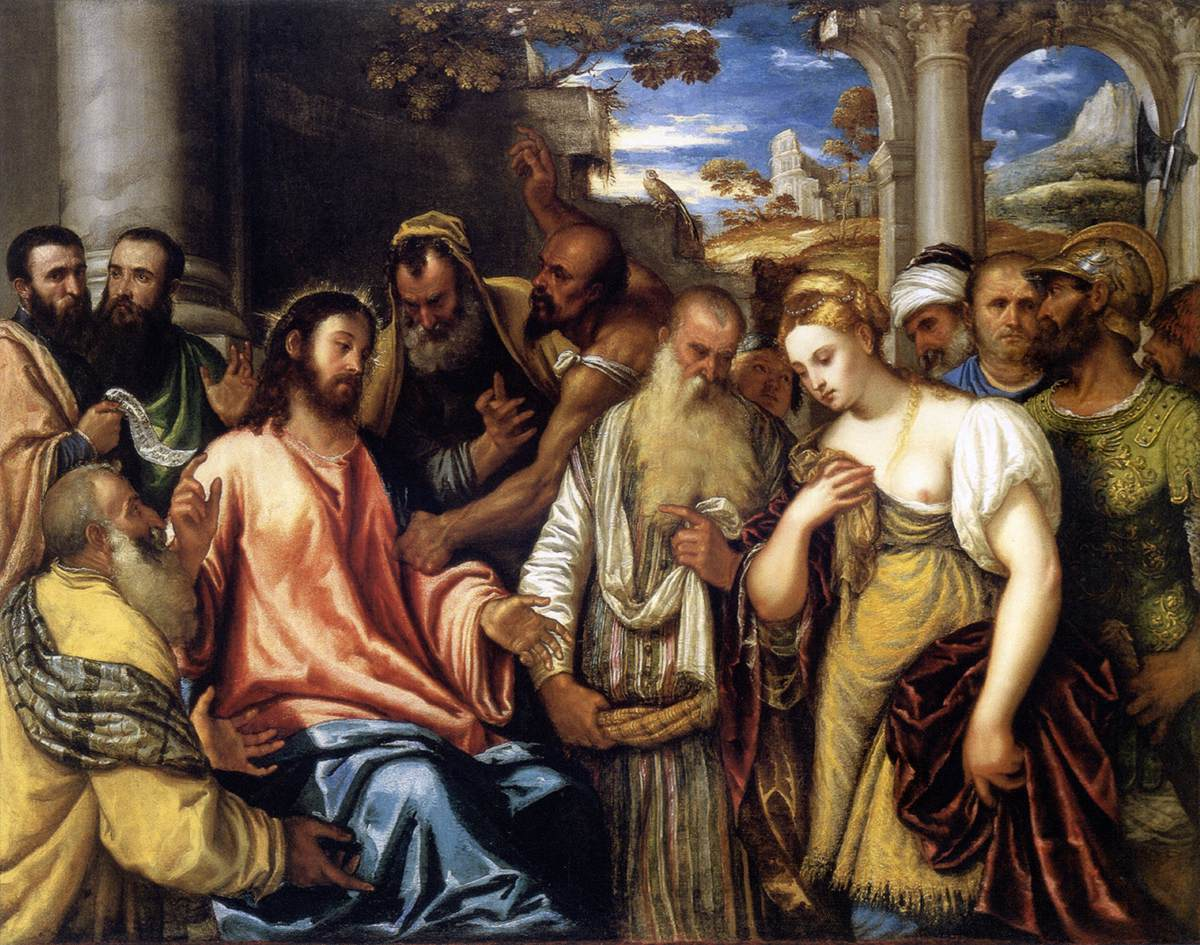
Polidoro da Lanciano.
Rocco Marconi.
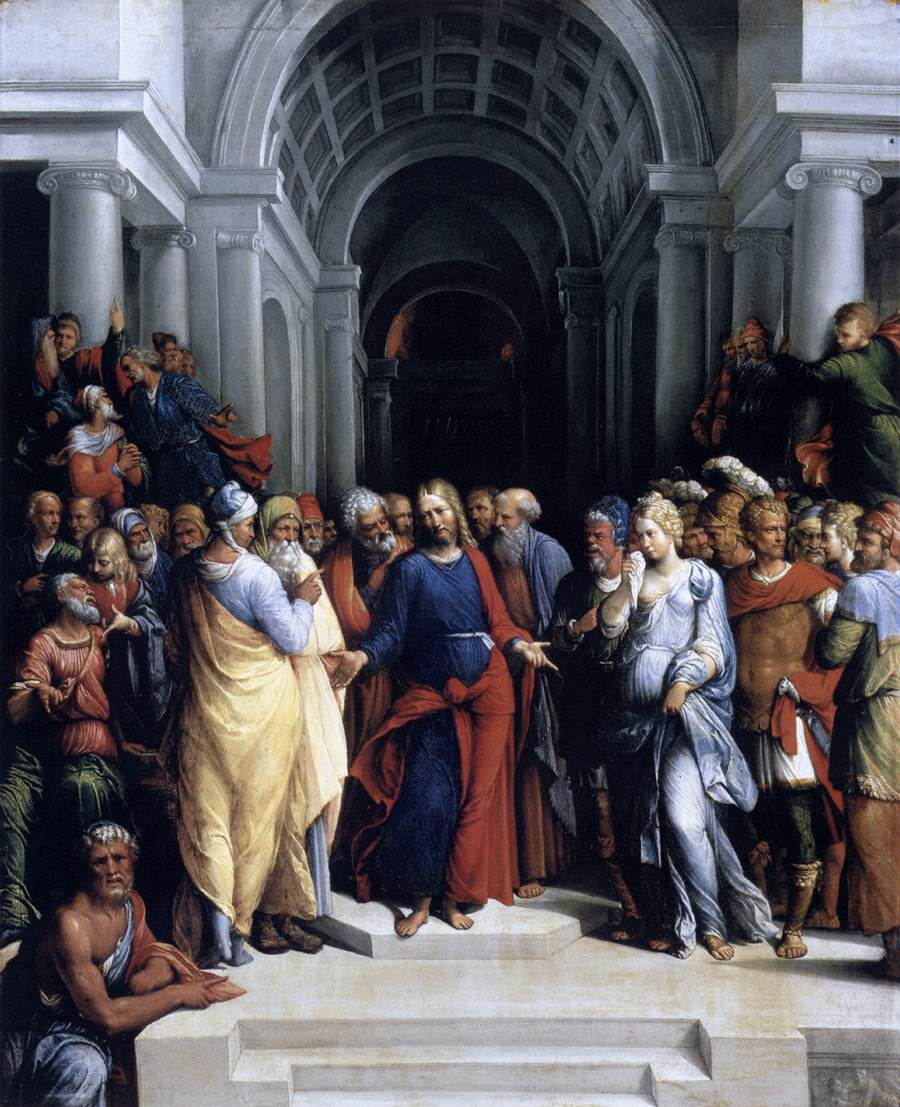
Benvenuto da Garofalo.
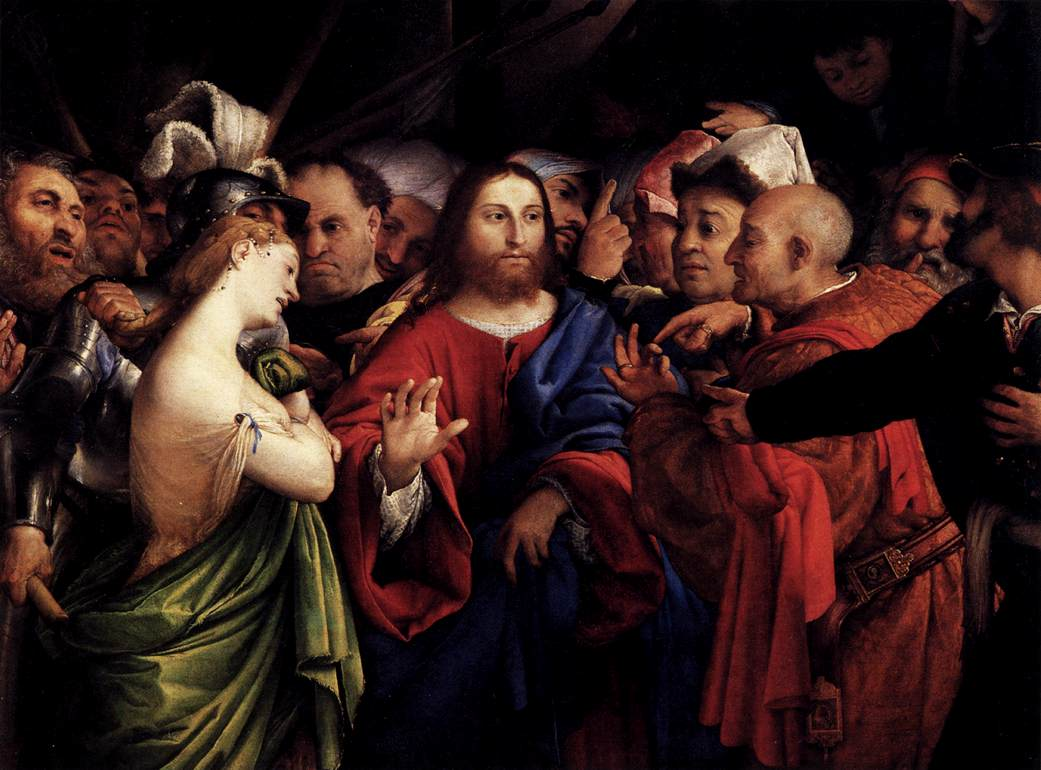
Lorenzo Lotto.
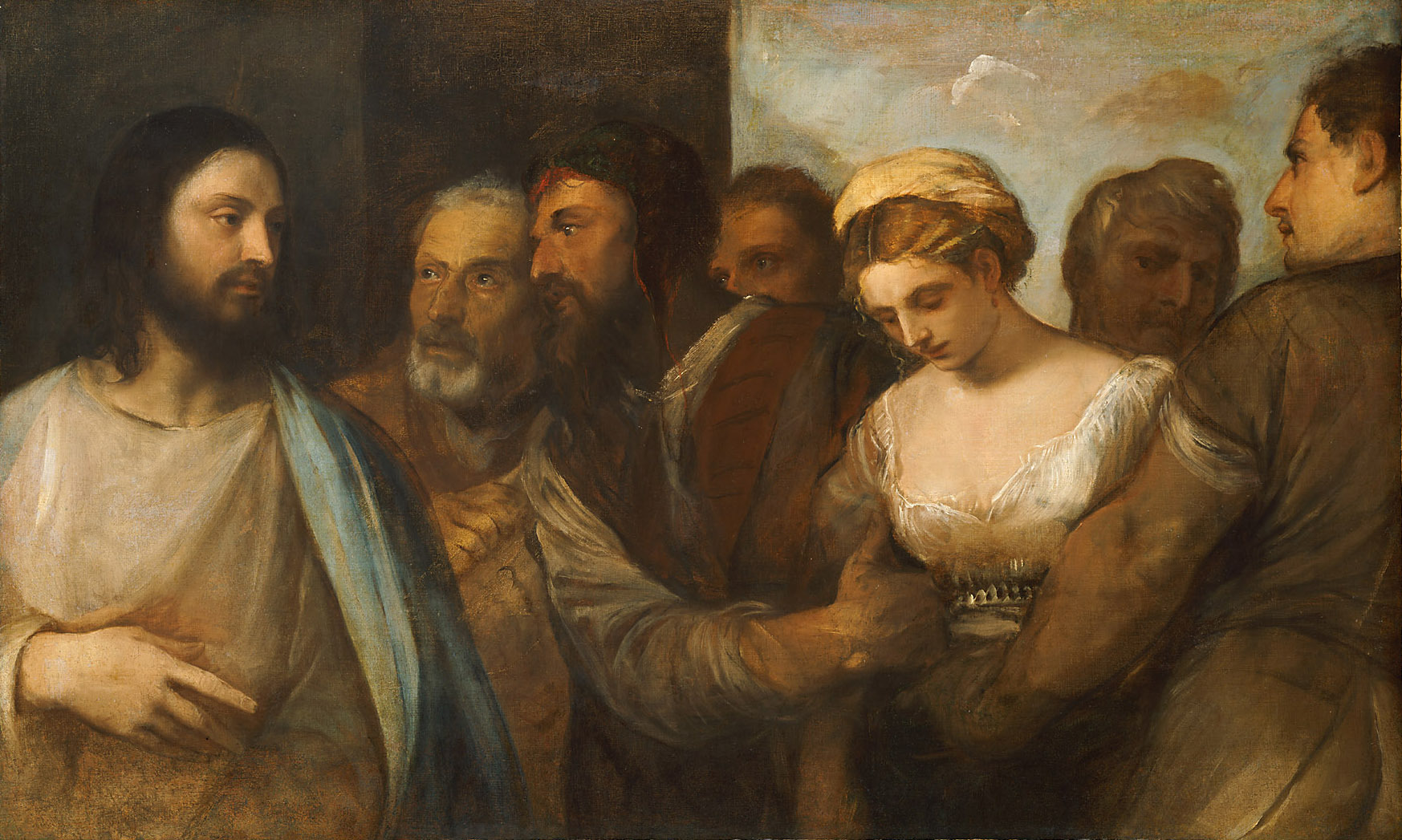
Tiziano.
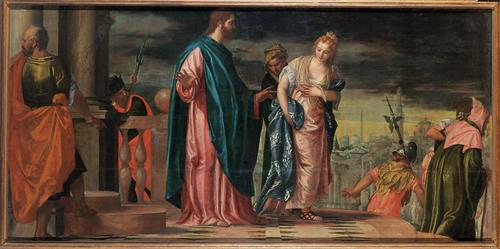
Veronés.
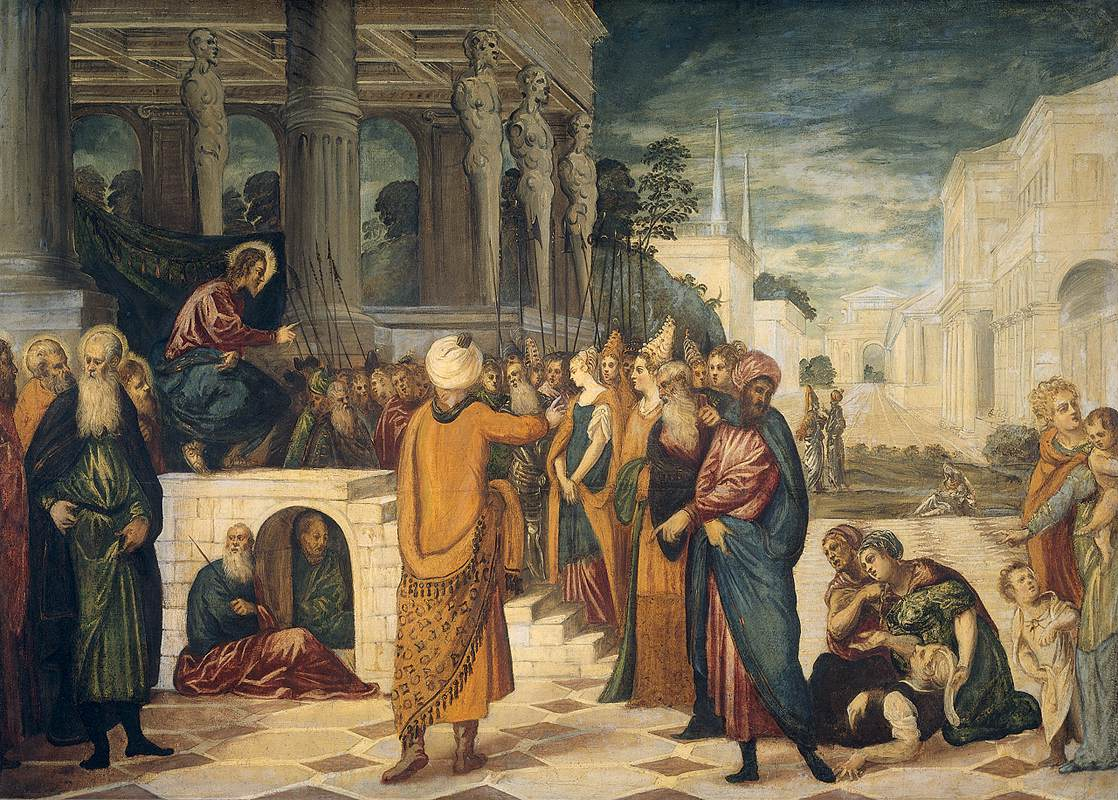
Taller de Tintoretto.

## Huella en la literatura
- Lope de Vega: La adúltera perdonada (auto sacramental).[24]
- Antonio Buero Vallejo: Las palabras en la arena.